# Thriller d'azione
Il thriller d'azione, o action thriller,  è un genere letterario e cinematografico che ha visto la sua nascita a partire dagli anni Novanta, sviluppandosi concretamente nei primi anni Duemila, grazie ad autori nuovi e giovani. La sua origine può essere individuata nei romanzi di spionaggio nati dopo la fine della Seconda guerra mondiale, i quali avevano la caratteristica di essere meno riflessivi di quelli scritti fino a quel momento, lasciando spazio a scene d'azione e di sesso. Il target di lettori era rappresentato in maggior parte da reduci di guerra che riuscivano a identificarsi nei personaggi di questi romanzi. Tra gli autori di questo genere ci sono Mickey Spillane, Ian Fleming e Jean Bruce. 
Il successo di quel tipo di romanzi arrivò anche in Italia, tanto che la Mondadori inaugurò una collana dedicata intitolata Segretissimo (attiva ancora oggi). Negli anni Novanta la collana si è arricchita con le opere di nuovi autori italiani come Alan Altieri, Stefano di Marino e Andrea Carlo Cappi.
Oltre che in campo letterario, il thriller d'azione ha avuto grande impulso nel cinema, grazie alle numerose produzioni di Hollywood.

## Struttura e caratteristiche
Il thriller d'azione si differenzia da tutti gli altri generi per alcune caratteristiche peculiari:
- Lo sviluppo di una storia con molte scene d'azione di ogni tipo, dalle sparatorie agli inseguimenti, spesso esagerate,[senza fonte] più tipiche del cinema d'azione muscolare. L'action thriller può essere considerato una estremizzazione del classico romanzo d'avventura.

- La presenza preponderante di personaggi tipo, e la scarsa o inesistente ispezione psicologica dei protagonisti del racconto[senza fonte].

- L'utilizzo di ambientazioni classiche ed estreme (la giungla, lande desertiche, templi pieni di trappole, i paesaggi artici) che mettono già da sole in difficoltà i protagonisti.

- La presenza di un numero ampio di avversari dei personaggi principali. Fino agli anni Duemila il nemico principale era identificato come sovietico e poi russo, mentre negli ultimi anni è stato accostato alle figure dei terroristi. Gli avversari possono essere anche diversi da persone, come ad esempio creature e predatori di grosse dimensioni. Un esempio sono i romanzi Tempio e Artico.
- I personaggi principali del thriller d'azione sono molto spesso appartenenti a forze armate, forze dell'ordine o servizi segreti di nazionalità statunitense o inglese. Esistono anche romanzi con protagonisti e ambientazioni italiane, che negli ultimi anni hanno iniziato diffondersi. Alcuni autori emergenti italiani hanno denominato questi romanzi Action Tricolore.
- Il thriller d'azione può avere elementi in comune con il thriller tecnologico, per la presenza di descrizioni dettagliate di armi, equipaggiamenti oppure ordigni.